# Madschlis al-Dschinn
Die Höhle Madschlis al-Dschinn (arabisch كهف مجلس الجن, DMG kahf maǧlis al-ǧinn ‚Versammlungshöhle der Dschinn‘, auch Majlis al-Jin, englisch Seating of the Spirits) befindet sich auf der Arabischen Halbinsel, im Sultanat Oman. Sie liegt im östlichen Teil des Hadschar-Gebirge, auf dem Salmah Plateau bei Umq in etwa 1.366 Meter über dem Meeresspiegel und ist mit 58.000 Quadratmetern die nach Grundfläche neuntgrößte bekannte Höhlenkammer der Erde.
Die Höhle Madschlis al-Dschinn besteht aus einer einzigen, kuppelförmigen Halle mit einer Höhe von bis zu 120 Metern. Sie ist 310 Meter lang und 225 Meter breit. Die Höhle ist rund 158 Meter tief, an der tiefsten Stelle sogar 178 Meter. Die Überdeckung beträgt rund 40 Meter – von außen ist die Höhle nur über drei verhältnismäßig kleine Öffnungen im Salma Plateau zugänglich. Die Höhle liegt am nördlichen Ende des Salma Plateaus, rund 20 Kilometer landeinwärts vom Dorf Fins, Wilayat Quriat, Gouvernement Mascat, das sich an der Küste des Indischen Ozeans befindet.
Das Plateau ist aus Kalkstein des Tertiärs. Das Alter der Höhle wird auf rund 40.000 Jahre geschätzt. Die Temperatur in der Höhle beträgt rund 17 – 18 °C.
Madschlis al-Dschinn wurde 1983 zufällig auf der Suche nach Karbonfelsen entdeckt, um tiefe unterirdische Wasservorräte zu erkunden. Der Geologe Don Davidson stieg als erster hinab durch eine Höhlenöffnung, aus der er sich 118 Meter abseilen musste. Seine Ehefrau Cheryl Jones seilte sich im Folgejahr durch die tiefste Öffnung in die Höhle ab – die Fallhöhe beträgt hier 158 Meter. 1985 kletterte Don Jones die Höhle durch die dritte Öffnung.
Anfang der 2000er Jahre hat ein Team der Chapman University in Orange, Kalifornien, die Höhle wissenschaftlich erforscht. Die Befahrung der Höhle setzt Erfahrung und entsprechende Ausrüstung voraus. Die omanische Tourismusindustrie ist einer touristischen Erschließung der Höhle interessiert, die sich nur etwa zehn Kilometer von der Küstenautobahn entfernt befindet. Zwischenzeitlich wurde berichtet, dass die Höhle für die Öffentlichkeit geschlossen sei, nachdem wiederholt Base-Jumper hineingesprungen waren. 2014 gelang es Stefan Glowacz und Chris Sharma, auf einer rund 300 Meter langen Kletterroute vom Boden aus der Höhle hinauszuklettern.